# 瑞穂市図書館
瑞穂市図書館（みずほしとしょかん）は、岐阜県瑞穂市にある公共図書館の総称。旧穂積町にある瑞穂市図書館本館（楽修館）と、旧巣南町にある瑞穂市図書館分館の2館で構成される。
『平成21年岐阜県統計書』によると、本館の蔵書数は約15万8,000冊（開架は約14万冊）であり、分館の蔵書数は約4万6,000冊である。

## 年表
穂積町
- 1965年（昭和40年）4月 - 穂積町役場が新築移転し、役場だった建物の2階に穂積町公民館併設の公民館図書室が設置される。
- 1974年（昭和49年） - 穂積町町民センターが開館し、1階に穂積町公民館図書室が移転。
- 1998年（平成10年）8月6日 - 穂積町立図書館が開館。

瑞穂市
- 2003年（平成15年）5月1日 - 巣南町と穂積町が合併して瑞穂市が発足。穂積町立図書館は瑞穂市図書館に改称。
- 2004年（平成16年）7月10日 - 瑞穂市西部複合センター2階に瑞穂市図書館分館が開館。

## 各館

### 瑞穂市図書館本館「楽修館」

#### 本館の歴史
かつては穂積町役場に隣接する穂積町民センターに穂積町図書館があったが、手狭であることから本格的な図書館の建設を望む声があった。1997年（平成9年）6月11日、穂積町立穂積中学校南西側の敷地で新図書館の建設工事に着工した。
1998年（平成10年）8月6日に瑞穂町立図書館「楽習館」が開館した。開館時の蔵書数は図書が約52,000冊、視聴覚資料が約1,700点。開館時の開架には約31,000冊の一般書と約19,000冊の児童書があった。2000年（平成12年）8月10日には、郷土資料コーナーに「治水関係資料コーナー」が開設された。これらは建設省（現・国土交通省）木曽川上流河川事務所に寄託された資料であり、水害や治水の歴史などを中心とする、河川に関する図書・パンフレット・ビデオなどである。

#### 本館の特色
児童開架コーナー、ブラウジングコーナー、一般開架コーナー、視聴覚コーナー、対面朗読室、個室閲覧コーナー、学習室、郷土資料コーナー、レファレンスコーナーがある。
- 開館時間：10:00 - 18:00
- 休館日：毎週月曜日（祝日の場合は除く）、祝日の翌日（土・日曜日の場合は除く）、図書整理日（毎月末日）、12月28日 - 1月4日
- 交通機関：みずほバス「図書館前」バス停下車、すぐ。JR東海道本線穂積駅より西南西に800m（徒歩15分）。

### 瑞穂市図書館分館

#### 分館の歴史
巣南町は巣南町立図書館の建設を計画していたが、2003年（平成15年）には巣南町と穂積町が合併して瑞穂市が発足したことで、建設中に瑞穂市図書館分館に改称した。2004年（平成16年）7月10日、瑞穂市西部複合センターの2階に瑞穂市図書館分館が開館した。

#### 分館の特色
おはなし室、児童開架コーナー、AVコーナーなどがある。瑞穂市は本館と分館で異なる特徴を持たせており、分館は児童書が中心となっている。書架の高さは子どもでも取り出すのが容易な140センチ以下であり、フロアの3分の1程度が児童コーナーとなっている。一般書では、料理・旅行・育児などの本を充実させている。
- 開館時間：10:00 - 18:00
- 休館日：毎週月曜日（祝日の場合は除く）、祝日の翌日（土・日曜日の場合は除く）、図書整理日（毎月末日）、12月28日 - 1月4日
- 交通機関：みずほバス「巣南庁舎」バス停下車、徒歩2分。樽見鉄道十九条駅より北西に約1km（徒歩20分）。